# Release Therapy
A Release Therapy Ludacris ötödik, Grammy-díjas albuma, a Def Jam Recordsnál. Az albumot 2006. szeptember 26-án adták ki. Az album kislemezei Money Maker közreműködik Pharrell 2006. augusztus 17-én mutatták be az MTV-n: Runaway Love, Grew Up a Screw Up, Slap.
Az album első helyen debütált a Billboard 200-as listáján 309 800 darab eladott albummal.
A Money Maker Grammy-díj-at kapott, mint a Legjobb Rap Dal 2007-ben.
Az album 2007-ben Grammy-díjat kapott, mint a Legjobb Rap Album.

## Számlista
| #  | Cím                   | Közreműködik                    | Producerek     | Hossz |
| -- | --------------------- | ------------------------------- | -------------- | ----- |
| 1  | Warning (Intro)       |                                 | Vudu           | 2:30  |
| 2  | Grew Up a Screw Up    | Young Jeezy                     | DJ Nasty & LVM | 3:59  |
| 3  | Money Maker           | Pharrell                        | The Neptunes   | 3:50  |
| 4  | Girls Gone Wild       |                                 | The Neptunes   | 3:36  |
| 5  | Ultimate Satisfaction | Field Mob                       | Rich Skillz    | 4:20  |
| 6  | Mouths to Feed        |                                 | DJ Toomp       | 4:18  |
| 7  | End of the Night      | Bobby Valentino                 | Happy Perez    | 4:37  |
| 8  | Woozy                 | R. Kelly                        | Ken Jo         | 5:18  |
| 9  | Tell It Like It Is    |                                 | Omen           | 3:56  |
| 10 | War with God          |                                 | Dre & Vidal    | 4:30  |
| 11 | Do Your Time          | Beanie Sigel, Pimp C & C-Murder | The Trak Starz | 5:15  |
| 12 | Slap                  |                                 | The Runners    | 4:40  |
| 13 | Runaway Love          | Mary J. Blige                   | Polow Da Don   | 4:41  |
| 14 | Freedom of Preach     | Bishop Eddie Lee Long           | Mr. Jonz       | 7:06  |